# ابررسانای آلی
ابررسانای آلی یک ترکیب آلی مصنوعی به‌شمار می‌رود. ابررسانایی آلی در دماهای پایین بروز پیدا می‌کند.
از سال ۲۰۰۷، بالاترین دمای بحرانی به دست آمده برای یک ابررسانای آلی در فشار استاندارد ۳۳ کلوین (۲۴۰٫۲- درجه سلسیوس؛ ۴۰۰٫۳- درجه فارنهایت) بوده است. این دما در فولرن RbCs₂C₆₀ دوپ شده با قلیایی مشاهده شده است.
در سال ۱۹۷۹، کلاوس بچگارد اولین ابررسانای آلی (TMTSF)₂PF₆ را با دمای انتقال Tₙ = 0.9 K در فشار خارجی ۱۱ کیلوبار سنتز کرد. کلاس مواد مربوط به این ابررسانا بعداً به نام او نامگذاری شد.
بسیاری از مواد می‌توانند به عنوان ابررساناهای آلی شناخته شوند. این مواد شامل نمک‌های بچگارد و نمک‌های فابر هستند که هر دو شبه یک بعدی هستند، و همچنین مواد شبه دو بعدی مانند کمپلکس انتقال بار k -BEDT-TTF 2 X، ترکیبات λ -BETS 2 X، ترکیبات میان گرافیت و مواد سه بعدی مانند فولرن‌های دوپ‌شده با فلزات قلیایی.
ابررساناهای آلی به دلیل ویژگی‌های منحصر به فرد خود، نه تنها برای دانشمندان که به دنبال ابررسانایی در دمای اتاق و مدل‌های توضیح‌دهنده منشأ ابررسانایی هستند، بلکه برای کاربردهای روزمره نیز مورد توجه قرار گرفته‌اند. این ترکیبات عمدتاً از کربن و هیدروژن ساخته شده‌اند که از رایج‌ترین عناصر روی زمین هستند، در مقایسه با عناصری مانند مس یا اسمیم.

## نمک‌های یک بعدی فابر و بچگارد
نمک‌های فابر از تترا متیل تتراتیافولوالن (TMTTF) و نمک‌های بچگارد از تترا متیل تتراسلنافولوالن (TMTSF) تشکیل شده‌اند. این دو مولکول آلی مشابه هستند، به جز اینکه در TMTTF اتم‌های گوگرد با اتم‌های سلنیوم در TMTSF جایگزین شده‌اند. این مولکول‌ها در ستون‌هایی چیده می‌شوند که توسط آنیون‌ها از هم جدا می‌شوند. آنیون‌های معمولی شامل PF₆، AsF₆، ClO₄ و ReO₄ هستند.
هر دو کلاس مواد در دمای اتاق شبه یک‌بعدی هستند و فقط در امتداد پشته‌های مولکولی هدایت می‌شوند. این مواد نمودار فاز بسیار غنی‌ای دارند که شامل ترتیب ضدفرومغناطیسی، ترتیب بار، حالت موج چگالی اسپین، کراس‌اور بعدی و ابررسانایی است.
تنها یک نمک بچگارد در فشار محیط ابررسانا است که (TMTTF)₂ClO₄ با دمای انتقال Tₙ = 1.4 K است. چندین نمک دیگر فقط تحت فشار خارجی ابررسانا می‌شوند. فشار خارجی مورد نیاز برای سوق دادن بیشتر نمک‌های فابر به سمت ابررسانایی آنقدر زیاد است که ابررسانایی فقط در یک ترکیب در شرایط آزمایشگاهی مشاهده شده است.
| مواد            | T C (K) | p ext (kbar) |
| --------------- | ------- | ------------ |
| (TMTSF) 2 SbF 6 | 0.36    | 10.5         |
| (TMTSF) 2 PF 6  | 1.1     | 6.5          |
| (TMTSF) 2 AsF 6 | 1.1     | 9.5          |
| (TMTSF) 2 ReO 4 | 1.2     | 9.5          |
| (TMTSF) 2 TaF 6 | 1.35    | 11           |
| (TMTTF) 2 Br    | 0.8     | 26           |

## دو بعدی (BEDT-TTF)2X

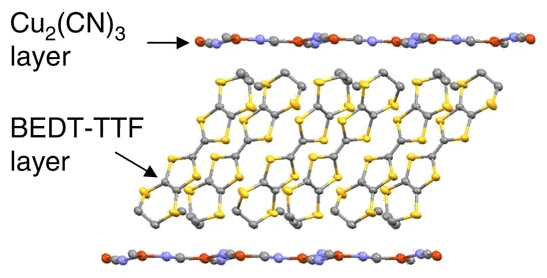
ساختار لایه ای نمک‌های ET _{2} X که توسط κ-(ET) _{2} Cu _{2} (CN) _{3} نشان داده شده است. بیضی‌های زرد، خاکستری، آبی و قرمز به ترتیب نشان دهنده اتم‌های گوگرد، کربن، نیتروژن و مس هستند. برای وضوح بیشتر، اتمهای هیدروژن حذف شدهاند. لایه‌های مولکول‌های دهنده ET توسط صفحات ^{آنیونی} Cu _{2} (CN) _{3} پلیمری جدا می‌شوند. κ-(ET) _{2} Cu _{2} (CN) _{3} یک نیمه رسانا است، اما یک چندشکل بسیار شبیه κ'-(ET) _{2} Cu _{2} (CN) _{3} یک ابررسانای فشار محیطی با T _{C} ~ 5 K است

BEDT-TTF (بی‌اتیلن دیتیو-تتراتیافولوالن)، که معمولاً با ET مخفف می‌شود، مولکول‌هایی هستند که صفحاتی را تشکیل می‌دهند که توسط آنیون‌ها از هم جدا می‌شوند. بسته به آنیون و شرایط رشد، چندین فاز مختلف رشد می‌کنند که مهم‌ترین فازها برای ابررسانایی شامل فاز α- و θ- با ساختار استخوان ماهی و فازهای β- و κ- با ساختار شطرنجی هستند. فازهای κ به دلیل دیمریزاسیون خاص هستند، زیرا آنها سیستم‌های نیمه پر نیستند و به سمت ابررسانایی در دماهای بالاتر نسبت به فازهای دیگر سوق می‌یابند.
تعداد آنیون‌های ممکن که دو صفحه مولکول ET را جدا می‌کنند تقریباً بی‌نهایت است. از آنیون‌های ساده مانند تری‌یُدید تا انواع پلیمری مانند Cu[N(CN)₂]Br و آنیون‌های حاوی حلال مانند Ag(CF₃)₄·112DCBE وجود دارند. خواص الکترونیکی کریستال‌های مبتنی بر ET توسط فاز رشد، آنیون آن و فشار خارجی اعمال شده تعیین می‌شود. فشار خارجی مورد نیاز برای هدایت یک نمک ET با حالت پایه عایق به ابررسانا بسیار کمتر از فشار مورد نیاز برای نمک‌های بچگارد است. برای مثال، κ-(ET)₂Cu[N(CN)₂]Cl تنها به فشاری حدود ۳۰۰ بار نیاز دارد که می‌توان آن را با قرار دادن یک کریستال در گریس منجمد زیر ۰ درجه سلسیوس (۳۲ درجه فارنهایت) به دست آورد. کریستال‌ها بسیار حساس هستند و این حساسیت به‌طور چشمگیری در α-(ET)₂I₃ مشاهده می‌شود که پس از چند ساعت زیر نور خورشید یا در کوره ۴۰ درجه سلسیوس (۱۰۴ درجه فارنهایت) تبدیل به α Tempered-(ET)₂I₃ می‌شود که ابررسانا است.
برخلاف نمک‌های فابر یا بچگارد، نمودارهای فازی جهانی برای همه نمکهای مبتنی بر ET هنوز پیشنهاد نشده‌اند. چنین نمودار فازی به دما و فشار (یعنی پهنای باند) و همچنین به همبستگی‌های الکترونیکی وابسته است. این مواد علاوه بر حالت پایه ابررسانا، می‌توانند مرتبه بار، ضد فرومغناطیس را نشان دهند یا تا پایین‌ترین دماها فلزی باقی بمانند. حتی پیش‌بینی می‌شود که یکی از ترکیبات حالت مایع چرخشی داشته باشد.
بالاترین دماهای انتقال در فشار محیط و فشار خارجی هر دو در فازهای κ با آنیون‌های مشابه یافت می‌شوند. κ-(ET) 2 Cu[N(CN) 2]Br در دمای ۱۱٫۸ کلوین در فشار محیط ابررسانا می‌شود و فشار ۳۰۰ بار باعث می‌شود κ-(ET) 2 Cu[N(CN) 2]Cl از حالت پایه ضد فرومغناطیسی به حالت پایه ابررسانا با دمای انتقال ۱۳٫۱ کلوین تغییر کند. جدول زیر چند ابررسانای نمونه از این کلاس را نشان می‌دهد. برای ابررساناهای بیشتر به Lebed (2008) در منابع مراجعه کنید
| مواد                                 | T C (K) | p ext (kbar) |
| ------------------------------------ | ------- | ------------ |
| β H -(ET) 2 I 3                      | 1.5     | 0            |
| θ-(ET) 2 I 3                         | 3.6     | 0            |
| k-(ET) 2 I 3                         | 3.6     | 0            |
| α-(ET) 2 KHg (SCN) 4                 | 0.3     | 0            |
| α-(ET) 2 KHg (SCN) 4                 | 1.2     | 1.2          |
| β''-(ET) 2 SF 5 CH 2 CF 2 SO 3       | 5.3     | 0            |
| κ-(ET) 2 Cu[N(CN) 2]Cl               | 12.8    | 0.3          |
| κ-(ET) 2 Cu[N(CN) 2]Cl دوتره شده است | 13.1    | 0.3          |
| κ-(ET) 2 Cu[N(CN) 2]Br دوتره شده است | 11.2    | 0            |
| κ-(ET) 2 Cu(NCS) 2                   | 10.4    | 0            |
| κ-(ET) 4 جیوه 2.89 Cl 8              | 1.8     | 12           |
| κ H -(ET) 2 Cu(CF 3) 4 ·TCE          | 9.2     | 0            |
| κ H -(ET) 2 Ag(CF 3) 4 ·TCE          | 11.1    | 0            |

اگر مولکول‌های ET تغییری ناچیز داشته باشند یا اینکه گوگرد با سلنیوم (BEDT-TSF, BETS) یا با اکسیژن جابه‌جا شود، ابررساناهای متعدد دیگری ساخته می‌شوند.
خانواده‌های κ-(ET) 2 X و λ(BETS) 2 X از سری ابررساناهای آلی برای فاز فولد-فرل-لارکین-اوچینیکوف (FFLO) گزینه اصلی می‌باشند. این برای وقتی است که ابررسانایی توسط یک میدان مغناطیسی خارجی سرکوب می‌شود.

## فولرن‌های دوپ شده

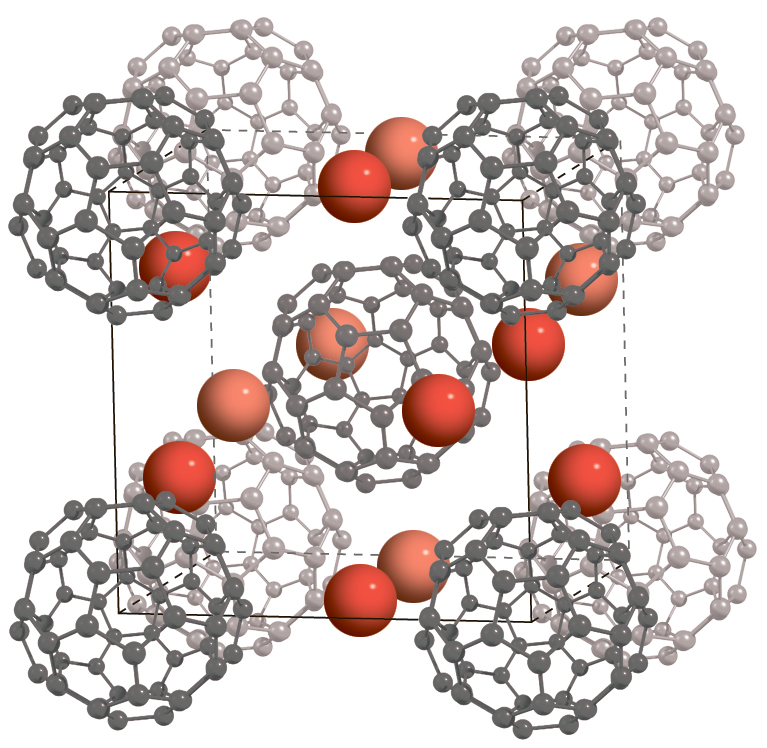
ساختار Cs _{3} C _{60}

فولرن‌های ابررسانا مبتنی بر C60 نسبت به سایر ابررساناهای آلی تفاوت دارند. مولکول‌های ساختمان دیگر هیدروکربن‌های دستکاری‌شده نیستند، بلکه مولکول‌های کربن خالص هستند. علاوه بر این، این مولکول‌ها دیگر مسطح نیستند، بلکه حجیم هستند و این باعث ایجاد یک ابررسانای سه بعدی و همسانگرد می‌شود. C 60 خالص در یک شبکه fcc رشد می‌کند و یک عایق است. با قرار دادن اتم‌های قلیایی در بینابینی، کریستال فلزی می‌شود و در نهایت در دماهای پایین ابررسانا می‌شود.
متأسفانه کریستال‌های C 60 در جو محیط پایدار نیستند. آن‌ها در کپسول‌های بسته رشد و بررسی می‌شوند که تکنیک‌های اندازه‌گیری ممکن را محدود می‌کند. بالاترین دمای انتقال اندازه‌گیری شده تا کنون ۳۳ کلوین برای Cs 2 RbC 60 بوده است. بالاترین دمای انتقال اندازه‌گیری شده یک ابررسانای آلی در سال ۱۹۹۵ در Cs 3 C 60 تحت فشار با ۱۵ کیلوبار به ۴۰ کلوین رسید. تحت فشار این ترکیب رفتار منحصر به فردی از خود نشان می‌دهد. معمولاً بالاترین T C با کمترین فشار لازم برای هدایت انتقال به دست می‌آید. افزایش بیشتر فشار معمولاً دمای انتقال را کاهش می‌دهد. با این حال، در Cs 3 C 60 ابررسانایی در فشارهای بسیار پایین چند ۱۰۰ بار قرار می‌گیرد و دمای انتقال با افزایش فشار همچنان افزایش می‌یابد. این نشان دهنده مکانیسم کاملاً متفاوتی است که فقط پهنای باند را گسترش می‌دهد.
| مواد                 | T C (K) | p ext (mbar) |
| -------------------- | ------- | ------------ |
| K 3 C 60             | 18      | 0            |
| Rb 3 C 60            | 30.7    | 0            |
| K 2 CsC 60           | 24      | 0            |
| K 2 RbC 60           | 21.5    | 0            |
| K 5 C 60             | 8.4     | 0            |
| Sr 6 C 60            | 6.8     | 0            |
| (NH 3) 4 Na 2 CsC 60 | 29.6    | 0            |
| (NH 3)K 3 C 60       | 28      | 14.8         |

## ابررساناهای آلی بیشتر
علاوه بر سه کلاس اصلی ابررساناهای آلی (SCs)، سیستم‌های آلی بیشتری در دماهای پایین یا تحت فشار ابررسانا می‌شوند. چند مثال در ادامه می‌آید.
TMTTF و همچنین BEDT-TTF بر اساس مولکول TTF (تتراتیافولوالن) هستند. با استفاده از تتراتیاپنتالن (TTP) به عنوان مولکول‌های اساسی، می‌توان انواعی از مولکول‌های آلی جدید دریافت کرد که به عنوان کاتیون در کریستال‌های آلی عمل می‌کنند. برخی از آن‌ها ابررسانا هستند. این دسته از ابررساناها اخیراً گزارش شده‌اند و تحقیقات هنوز در حال انجام است.

### SCs از نوع فنانترن
اخیراً به جای استفاده از مولکول‌های سولفاته یا فولرن‌های نسبتاً بزرگ باکمینستر، سنتز کریستال‌هایی از پیسن هیدروکربن و فنانترن امکان‌پذیر شده است. دوپینگ کریستال پیسن و فنانترن با فلزات قلیایی مانند پتاسیم یا روبیدیم و بازپخت برای چند روز منجر به ابررسانایی با دمای انتقال تا ۱۸ کلوین (−۲۵۵٫۲ درجه سلسیوس؛ −۴۲۷٫۳ درجه فارنهایت) می‌شود. برای AxPhenanthrene، ابررسانایی ممکن است غیر متعارف باشد. فنانترن و پیسن هر دو هیدروکربن آروماتیک چند حلقه‌ای از نوع فنانترن هستند. افزایش تعداد حلقه‌های بنزن باعث افزایش Tc می‌شود.

### SCهای درون یابی گرافیت

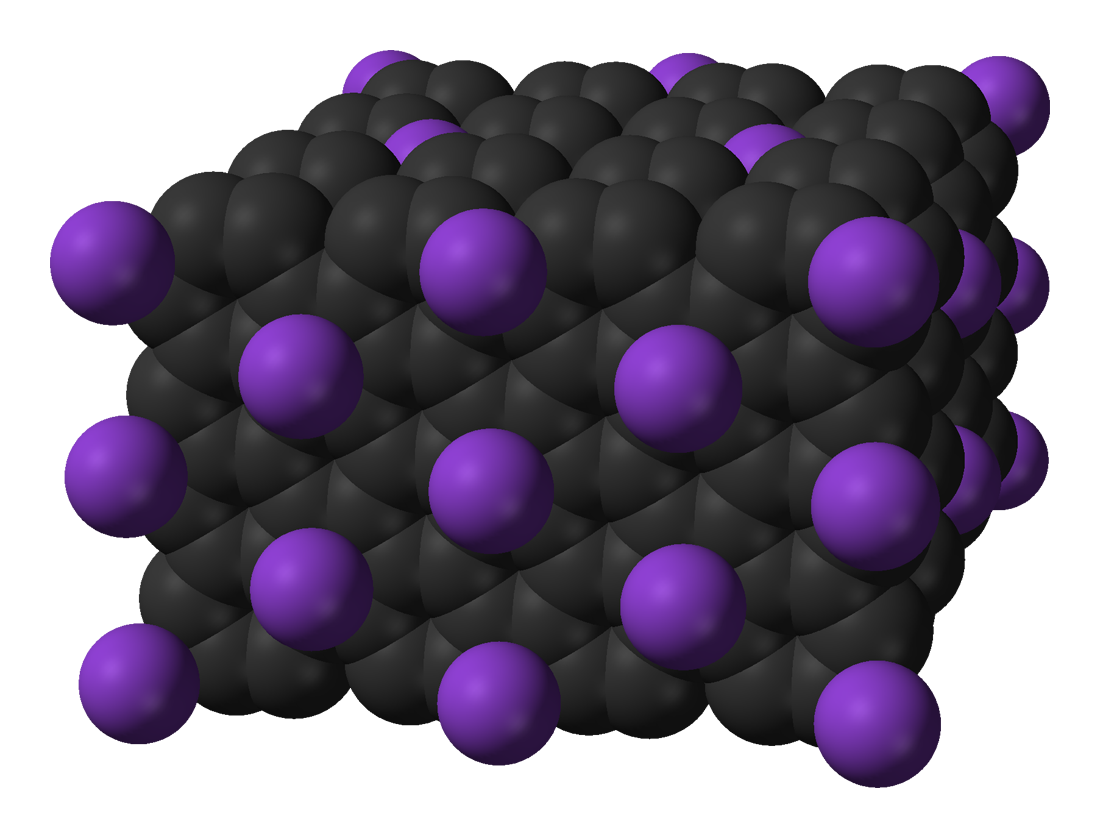
ساختار کریستالی KC _{8}

قرار دادن مولکول‌ها یا اتم‌های خارجی بین صفحات گرافیت شش‌ضلعی منجر به ساختارهای منظم و ابررسانایی می‌شود، حتی اگر مولکول یا اتم خارجی یا لایه‌های گرافیت فلزی نباشند. چندین استوکیومتری با استفاده از اتم‌های قلیایی عمدتاً به عنوان آنیون سنتز شده‌اند.

### چندین TCبرای SCهای غیر معمول
| مواد               | T C (K) |
| ------------------ | ------- |
| (BDA-TTP) 2 AsF 6  | 5.8     |
| (DTEDT) 3 Au(CN) 2 | 4       |
| K 3.3 Picene       | 18      |
| Rb 3.1 Picene      | 6.9     |
| K 3 فنانترن        | 4.95    |
| Rb 3 فنانترن       | 4.75    |
| CaC 5              | 11.5    |
| NaC 2              | 5       |
| KC 8               | 0.14    |